# Parámetro de ubicación
En estadística, una familia de ubicación es una clase de distribución de probabilidades que está parametrizada por un parámetro de valor escalar o vectorial {\displaystyle x_{0}}, el cual determina la «ubicación» o desplazamiento de la distribución. Formalmente, esto significa que la función de densidad de probabilidad o función de masa de probabilidad de esta clase tienen la forma
{\displaystyle f_{x_{0}}(x)=f(x-x_{0}).}[cita requerida]
Aquí, {\displaystyle x_{0}} se denomina parámetro de ubicación. Ejemplos de parámetros de ubicación incluyen la media, la mediana, y la moda.
Así, en el caso unidimensional, si {\displaystyle x_{0}} se incrementa, la densidad de probabilidad o la función de masa se desplaza rígidamente a la derecha, manteniendo su forma exacta. 
Un parámetro de ubicación también puede ser encontrado en familias que tienen más de un parámetro, como familias de escala-ubicación. En este caso, la función de densidad de probabilidad o la función de masa de probabilidad serán un caso especial de la forma más general
{\displaystyle f_{x_{0},\theta }(x)=f_{\theta }(x-x_{0})}
donde {\displaystyle x_{0}} es el parámetro de ubicación, θ representa parámetros adicionales, y es {\displaystyle f_{\theta }} una función parametrizada con los parámetros adicionales.

## Ruido aditivo
Otra forma de pensar las familias de ubicación es a través del concepto de ruido aditivo. Si {\displaystyle x_{0}} es una constante y W es un ruido aleatorio con densidad de probabilidad {\displaystyle f_{W}(w)}, entonces {\displaystyle X=x_{0}+W} tiene densidad de probabilidad {\displaystyle f_{x_{0}}(x)=f_{W}(x-x_{0})} y su distribución es, por tanto, parte de una familia de ubicación.